# Naționalismul albanez în Macedonia de Nord
Naționalismul albanez în Republica Macedonia de Nord își are originea în răspunsul populației albaneze din actualele teritorii ale statului macedonean ca urmare a intenției membrilor Congresului de la Berlin de a diviza teritoriile populate de aceștia între statele înconjurătoare, ca urmare a înfrângerii Imperiului Otoman în Războiului Ruso-Turc. Chiar și ca urmare a păstrării unității teritoriilor albaneze, vor apărea conflicte între autoriățile otomane și albanezi, în special pe teme socio-culturale. Ca urmare a Războaielor Balcanice și a Primului Război Mondial, care au avut ca efect introducerea și solidificarea suveranității sârbe, respectiv iugoslave asupra regiunii, o ideologie naționalistă distinctă va ajunge să se formeze în rândul albanezilor din regiune, punând un accent puternic dreptul la limba maternă, drepturi culturale și identitare în cadrul statului sârb. Naționaliștii promovează, de asemenea, pan-albanismul, ideal care nu a fost atins decât în timpul Albaniei fasciste, în timpul celui de-al Doilea Război Mondial.